# Umut Nayir
Mehmet Umut Nayir (* 28. Juni 1993 in Kocasinan) ist ein türkischer Fußballspieler. Er steht seit Juli 2023 in Diensten des türkischen Süper-Ligisten Fenerbahçe Istanbul und ist Nationalspieler.

## Karriere

### Vereine
Nayir begann mit dem Vereinsfußball in der Jugend des Albayrak SK und wechselte 2011 in die Jugend von MKE Ankaragücü. Im Herbst 2011 erhielt er hier einen Profi-Vertrag, spielte aber weiterhin überwiegend für die Reservemannschaft.
Nachdem Ankaragücü in den ersten Wochen der Saison 2011/12 in finanzielle Engpässe geriet und über lange Zeit die Spielergehälter nicht zahlen konnte, trennten sich viele Spieler von dem Verein. Nachdem man die Saison mit Spielern aus der eigenen Jugend- bzw. Reservemannschaft überbrücken konnte, trennten sich zum Sommer 2012 erneut mehrere Spieler vom Verein. So wurden erneut weitere Spieler aus dem Nachwuchs in den Profikader aufgenommen, unter anderem auch Nayir.
Im Januar 2015 wechselte er gegen eine Ablösesumme von 750.000 Türkischer Lira zum Stadtrivalen Osmanlıspor FK. Für die Rückrunde der Saison 2015/16 wurde er an Yeni Malatyaspor und für die Saison 2016/17 an Göztepe Izmir ausgeliehen. Mit letzterem erreichte er den Play-off-Sieg der TFF 1. Lig und damit den Aufstieg in die Süper Lig. Nach diesem Erfolg wurde sein Vertrag nach gegenseitigem Einvernehmen vorzeitig aufgelöst. Für die Saison 2017/18 lieh ihn sein Verein an Nayirs Jugendverein MKE Ankaragücü aus.
In der Saison 2018/19 wechselte Nayir zu Beşiktaş Istanbul und wurde in derselben Transferperiode an Bursaspor verliehen. Im Oktober 2020 wurde Nayir bis zum Saisonende 2020/21 inklusive einer Kaufoption an den kroatischen Erstligisten Hajduk Split verliehen. Nayir kam bei Hajduk Split zu 25 Ligaspiele und erzielte sechs Tore. Die Kaufoption wurde nicht gezogen und Nayir kehrte zurück in die Türkei. Sein Vertrag mit Beşiktaş wurde im August 2021 aufgelöst und der Stürmer wechselte ablösefrei zu Giresunspor. Nach einer Saison wechselte der Stürmer zum Zweitligisten Eyüpspor und wurde umgehend an den Erstligisten, Aufsteiger und Liganeuling Ümraniyespor ausgeliehen. In der Süper-Lig-Saison 2022/23 wurde er mit erzielten 17 Ligatoren mannschaftsintern der Torschützenkönig und am Saisonende der fünfterfolgreichste Torschütze der Süper-Lig-Saison, trotz der Umstände konnte er den Abstieg seines Vereines durch seine Tore nicht abwenden. Im Juli 2023 wechselte Nayir zur Saison 2023/24 zum türkischen Vizemeister und Pokalsieger Fenerbahçe Istanbul der vergangenen Saison.

### Nationalmannschaft
Im August 2022 nahm Nayir mit der türkischen U23-Männerauswahl an der pandemiebedingten verspäteten fünften Islamic Solidarity Games der Ausgabe 2021 in Konya teil. Er gewann mit seiner Mannschaft das Fußballturnier der Spiele und er hatte maßgeblichen Anteil daran, indem er unter anderem mit vier Einsätzen, zwei Torvorlagen beitrug und in drei Spielen die Auswahl als Mannschaftskapitän anführte. Mit seinen zwei Torvorbereitungen führte er in der K.-o.-Finalrunde die U23-Auswahl jeweils zu 1:0-Spielsiege, somit auch zum Finaleinzug und -sieg.
Nayir gab sein Debüt für die türkische A-Nationalmannschaft am 25. März 2023 im Qualifikationsturnier der Europameisterschaft 2024 gegen Armenien. Er wurde dabei in der 85. Spielminute für Enes Ünal eingewechselt. Im weiteren Verlauf des Qualifikationsturniers kam Nayir zu weiteren A-Länderspieleinsätzen und gab im Juni 2023 sein A-Länderspieltordebüt beim 2:0-Sieg gegen Wales.

## Erfolge
- Osmanlıspor FK
  - Aufstieg in die Süper Lig als Vizemeister der TFF 1. Lig: 2014/15[6]
  - TSYD-Pokalsieger (Ausgabe: Ankara): 2015[7]

- Göztepe Izmir
  - Aufstieg in die Süper Lig als Play-off-Sieger der TFF 1. Lig: 2016/17

- MKE Ankaragücü
  - Aufstieg in die Süper Lig als Vizemeister der TFF 1. Lig: 2017/18[6]

- Beşiktaş Istanbul
  - Türkischer Meister der Süper Lig: 2020/21 1